# Tadahiro Ando
Tadahiro Ando (c. 1941 - 30 de abril de 2010) foi um político japonês, que foi governador da província de Miyazaki entre 2003 e 2006. Em 2009, Ando foi condenado por suborno.